# Martine Kempf
Pour les articles homonymes, voir Kempf.
 (avril 2013).
Si vous disposez d'ouvrages ou d'articles de référence ou si vous connaissez des sites web de qualité traitant du thème abordé ici, merci de compléter l'article en donnant les références utiles à sa vérifiabilité et en les liant à la section « Notes et références ».
Martine Kempf, née le 9 décembre 1958 à Strasbourg, est une scientifique et femme d'affaires française. Elle est notamment l'inventeur du Katalavox.

## Biographie
Elle fait ses études en Allemagne dans une école Steiner de la Ruhr, parce que le lycée de secteur qui accueille ses deux frères, le lycée Kléber, n'accueille pas encore de filles. Elle passe son baccalauréat à Athènes en 1980. Martine Kempf a passé son brevet de pilote d'avion en 1982. Elle joue de plusieurs instruments de musique (le piano, le basson en orchestre, le violon qu'elle présente à une épreuve du bac) et est passionnée de mathématiques.
L'électronique reste pour elle un hobby, mais elle crée néanmoins sa première invention dès le début des années 1980.

## Invention
Elle met au point avec ses seuls moyens, au début des années 1980, un mini-ordinateur à commandes vocales, le Katalavox, un appareillage de reconnaissance vocale, destiné tout d'abord à venir en aide aux handicapés, mais dont les applications se révèlent multiples, notamment dans la microchirurgie.
En 1985, deux articles dans Libération et L'Événement du jeudi relatent le peu d'efficacité du Katalavox . Ainsi selon l'ANVAR et le CNET,  l'efficacité du Katalavox est estimée à 77 %, contre 99 % pour les appareils concurrents,.
Ces articles sont parus après que Martine est partie à la Silicon Valley, à la suite du refus de la France (le ministère de l'Industrie précisément) de lui donner une subvention de 1 million de francs pour développer son invention.